# 奥利弗·麦克林
奥利弗·麦克林（英語：Oliver Maclean，1998年5月19日—），新西兰男子赛艇运动员，2017年世界U23赛艇锦标赛男子四人双桨金牌得主、2023年世界赛艇锦标赛男子四人单桨无舵手铜牌得主、2024年夏季奥林匹克运动会男子四人单桨无舵手银牌得主。